# The City (telerrealidad)
The City Es una serie de televisión de MTV del género telerrealidad (reality). Este es el primer "spin-off" de otra serie de MTV, The Hills, y sigue la vida de uno de sus personajes principales, Whitney Port, quien se muda a Nueva York para trabajar con la diseñadora de modas Diane von Fürstenberg.
Después de un relativo éxito de la primera mitad de la temporada uno, el programa se reinventa, sacando a la mayoría del elenco principal excepto a Port y Olivia Palermo. Port regresó junto a su antigua jefe Kelly Cutrone para trabajar de nuevo en la firma de relaciones públicas, People's Revolution, mientras Palermo entró a trabajar junto al personal de la revista Elle. Con este nuevo formato se añadió también a dos personajes principales, Roxy Olin y Erin Kaplan, así como también varios personajes secundarios.
El programa se estrenó el 29 de diciembre de 2008 y concluyó la transmisión de su primera temporada completa el 1 de diciembre de 2009. La segunda temporada se estrenó el 27 de abril de 2010  y concluyó el 13 de julio de 2010. En octubre de 2010, MTV decidió cancelar la serie, debido a los bajos índices de audiencia.

## Resumen

### Elenco

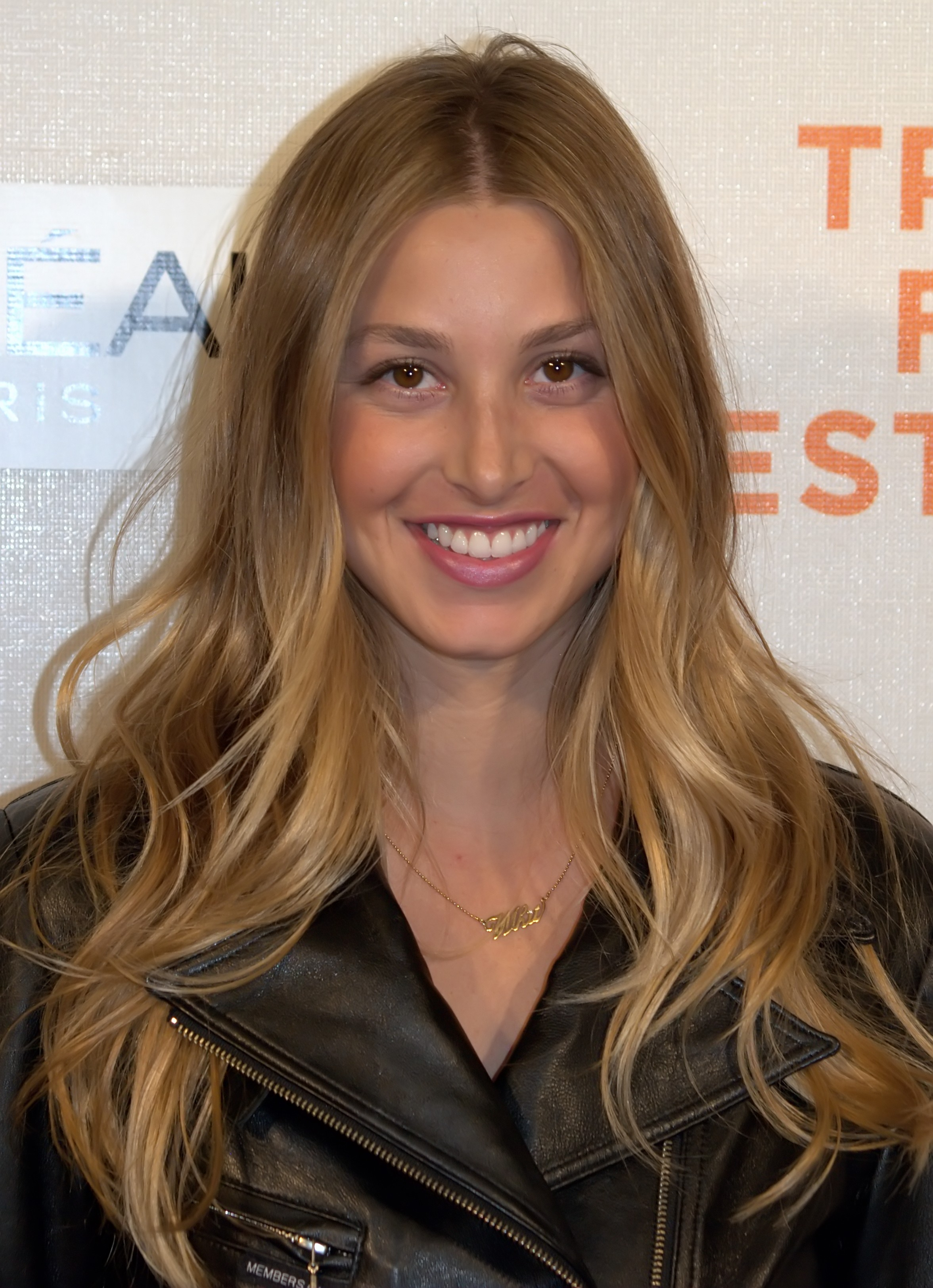
Whitney Port, protagonista de The City.

| Miembro del Elenco | Año       | Temporada(s) | Rol (titulado como) | Notas |
| ------------------ | --------- | ------------ | ------------------- | --- |
| Whitney Port       | 2008–2010 | 1-2          | Rol Principal       | Narrador(a). Se muda a Nueva York después de ser uno de los miembros originales de The Hills para perseguir una oportunidad de trabajo con Diane von Fürstenberg. Actualmente trabaja en People's Revolution y como diseñadora de su línea de ropa "Whitney Eve". |
| Jay Lyon           | 2008–2009 | 1            | Rol Principal       | Novio de Whitney. Cambiado a papel secundario en la segunda parte de la temporada 1. Dejó la serie luego de la primera temporada. |
| Erin Lucas         | 2008–2009 | 1            | Rol Principal       | Amiga de Whitney. Deja la serie luego de la primera parte de la temporada 1. |
| Adam Senn          | 2008–2009 | 1            | Rol Principal       | Compañero de cuarto de Jay. Cambiado a papel secundario en la segunda parte de la temporada 1. Deja la serie en la temporada 1. |
| Olivia Palermo     | 2008–2010 | 1-2          | Rol Principal       | Rival de Whitney y excompañera de trabajo en Diane von Fürstenberg. |
| Roxy Olin          | 2009–2010 | 1-2          | Rol Principal       | Amiga de Whitney, compañera de cuarto y compañera de trabajo en People's Revolution. Acompaña la serie en la segunda parte de la temporada 1. |
| Erin Kaplan        | 2009–2010 | 1-2          | Rol Principal       | Amiga de Whitney, Rival y compañera de trabajo de Olivia en la revista Elle. Aparece con el título de "Directora de Relaciones Públicas de la Revista ELLE". Acompaña la serie en la segunda parte de la temporada 1.                                             |
| Samantha Swetra    | 2008–2010 | 1-2          | Rol de soporte      | Aparece con el título de "Asistente de compras de Bergdorf Goodman", luego como "Amiga de Whitney". |
| Kelly Cutrone      | 2009–2010 | 1-2          | Rol de Soporte      | Aparece con el título de "Dueña de People's Revolution". |
| Joe Zee            | 2009–2010 | 1-2          | Rol se Soporte      | Aparece con el título de "Director Creativo de la Revista ELLE". |
| Seth Plattner      | 2010      | 2            | Rol de Soporte      | Aparece con el título de "Asistente de Robbie". |
| Allie Crandell     | 2008–2009 | 1            | Rol de Soporte      | Aparece con el título de "Novia de Adam", luego como "Amiga de Whitney". Deja la serie luego de la temporada 1. |

### Índices de audiencia
The City se estrenó el 29 de diciembre de 2008 en el horario de 22 horas de los lunes. El programa se estrenó con un promedio de 1.6 millones de espectadores, una bajada significativa de espectadores en comparación al final de la cuarta temporada de The Hills, la cual promedió un estimado de 2.6 millones de espectadores una semana antes. A pesar de los bajos índices de audiencia  The City fue renovada para una segunda temporada la cual estreno el 27 de abril de 2010 en el horario de 22:30 de los jueves con un promedio de 1.9 millones de espectadores. Para el final de su temporada 2 la serie alcanzó su índice de audiencia más alto hasta la fecha, con un promedio de 2.3 millones de espectadores.

### Spin-offs
- Kelly Cutrone, Dueña de People's Revolution y mentora de Lauren Conrad y Whitney Port, tuvo una gran presencia en las series de The Hills y The City, y también ha protagonizado su propio show, Kell on Earth el cual debutó para la cadena Bravo el 1 de febrero de 2010.[5]

## Temporadas
| Primera temporada | Primera temporada |
| --- | --- |
| Estreno en los Estados Unidos Lunes 29 de diciembre de 2008                                                                         | En la primera parte, Whitney Port de 'The Hills' se muda de su hogar en Los Ángeles, California a Manhattan, Nueva York. La primera mitad la sigue a ella y su vida junto a su mejor amiga Erin y su novio Jay mientras Port tiene el dasafío de su nuevo trabajo en la casa de modas global, Diane Von Furstenberg. El compañero de cuarto de Jay, Adam, lucha en una relación inconstante con su novia, Allie. Olivia, Socialité de la ciudad de Nueva York, y colega de Whitney, lucha con la conducta de su primo Nevan, quien está viviendo con ella por un tiempo. Erin lucha con la aparición de un viejo amor en su vida, y Samantha "Sammy", es para sus amigas con quien comparten el drama. En la segunda mitad de la temporada 1, la recién soltera Port regresa a trabajar para Kelly Cutrone mientras que su amiga/ex-colega, Olivia Palermo, entra a trabajar en la revista ELLE. Una vieja amiga de Whitney, Roxy, se muda con ella y consigue un trabajo en People's Revolution, mientras Olivia ha conocido a su compañera, Erin K., en su nuevo trabajo. La segunda mitad de la temporada se enfocó más en el drama del mundo de la moda, en vez del drama de las relaciones. El camino para el lanzamiento oficial de la línea de ropa "Whitney Eve" de Port fue el argumento principal de esta segunda parte de la primera temporada. |
| Fecha de lanzamiento de DVD 11 de agosto de 2009 (Parte Uno) 17 de diciembre de 2009 (Parte Dos) 17 de diciembre de 2009 (Completo) | En la primera parte, Whitney Port de 'The Hills' se muda de su hogar en Los Ángeles, California a Manhattan, Nueva York. La primera mitad la sigue a ella y su vida junto a su mejor amiga Erin y su novio Jay mientras Port tiene el dasafío de su nuevo trabajo en la casa de modas global, Diane Von Furstenberg. El compañero de cuarto de Jay, Adam, lucha en una relación inconstante con su novia, Allie. Olivia, Socialité de la ciudad de Nueva York, y colega de Whitney, lucha con la conducta de su primo Nevan, quien está viviendo con ella por un tiempo. Erin lucha con la aparición de un viejo amor en su vida, y Samantha "Sammy", es para sus amigas con quien comparten el drama. En la segunda mitad de la temporada 1, la recién soltera Port regresa a trabajar para Kelly Cutrone mientras que su amiga/ex-colega, Olivia Palermo, entra a trabajar en la revista ELLE. Una vieja amiga de Whitney, Roxy, se muda con ella y consigue un trabajo en People's Revolution, mientras Olivia ha conocido a su compañera, Erin K., en su nuevo trabajo. La segunda mitad de la temporada se enfocó más en el drama del mundo de la moda, en vez del drama de las relaciones. El camino para el lanzamiento oficial de la línea de ropa "Whitney Eve" de Port fue el argumento principal de esta segunda parte de la primera temporada. |
| 23 Episodios | En la primera parte, Whitney Port de 'The Hills' se muda de su hogar en Los Ángeles, California a Manhattan, Nueva York. La primera mitad la sigue a ella y su vida junto a su mejor amiga Erin y su novio Jay mientras Port tiene el dasafío de su nuevo trabajo en la casa de modas global, Diane Von Furstenberg. El compañero de cuarto de Jay, Adam, lucha en una relación inconstante con su novia, Allie. Olivia, Socialité de la ciudad de Nueva York, y colega de Whitney, lucha con la conducta de su primo Nevan, quien está viviendo con ella por un tiempo. Erin lucha con la aparición de un viejo amor en su vida, y Samantha "Sammy", es para sus amigas con quien comparten el drama. En la segunda mitad de la temporada 1, la recién soltera Port regresa a trabajar para Kelly Cutrone mientras que su amiga/ex-colega, Olivia Palermo, entra a trabajar en la revista ELLE. Una vieja amiga de Whitney, Roxy, se muda con ella y consigue un trabajo en People's Revolution, mientras Olivia ha conocido a su compañera, Erin K., en su nuevo trabajo. La segunda mitad de la temporada se enfocó más en el drama del mundo de la moda, en vez del drama de las relaciones. El camino para el lanzamiento oficial de la línea de ropa "Whitney Eve" de Port fue el argumento principal de esta segunda parte de la primera temporada. |

| Segunda temporada                                        | Segunda temporada |
| -------------------------------------------------------- | --- |
| Estreno en los Estados Unidos Jueves 27 de abril de 2010 | En esta temporada de "The City", Whitney, Roxy, Olivia y Erin aprenderán que en Nueva York, escalar a la cima significa hacerlo junto con los amigos y los enemigos. Whitney consigue una oportunidad de último momento (así como una oportunidad de vida); un espacio para exponer en el show de la semana de la moda de Nueva York. Luego de los altibajos y caos, Whitney obtiene la oportunidad de probarse ella misma como diseñadora de modas. Primeramente creando una nueva línea para la nueva temporada, y aprendiendo de Kelly como debe promocionar ella misma su línea. Ella sigue teniendo a Roxy en la esquina y Roxy lo nota, pero, ella está aprendiendo que es más fuerte para seguir viviendo a la sombra de Whitney. En ELLE, Olivia y Erin tienen la tarea de encontrar la forma de llevarse bien, esto a solicitud de Joe Zee. Sin embargo, su tarea está lejos de cumplirse cuando a Olivia le ofrecen trabajar en cámaras por Joe. Pero Erin está arriba en el juego, y ve a través de Olivia ahora más que nunca. Mientras suben los escalones del mundo de las revistas de moda, estás dos chicas están a punto de descubrir que solo hay lugar para una en la cima. |
| Fecha de lanzamiento de DVD 30 de julio de 2010          | En esta temporada de "The City", Whitney, Roxy, Olivia y Erin aprenderán que en Nueva York, escalar a la cima significa hacerlo junto con los amigos y los enemigos. Whitney consigue una oportunidad de último momento (así como una oportunidad de vida); un espacio para exponer en el show de la semana de la moda de Nueva York. Luego de los altibajos y caos, Whitney obtiene la oportunidad de probarse ella misma como diseñadora de modas. Primeramente creando una nueva línea para la nueva temporada, y aprendiendo de Kelly como debe promocionar ella misma su línea. Ella sigue teniendo a Roxy en la esquina y Roxy lo nota, pero, ella está aprendiendo que es más fuerte para seguir viviendo a la sombra de Whitney. En ELLE, Olivia y Erin tienen la tarea de encontrar la forma de llevarse bien, esto a solicitud de Joe Zee. Sin embargo, su tarea está lejos de cumplirse cuando a Olivia le ofrecen trabajar en cámaras por Joe. Pero Erin está arriba en el juego, y ve a través de Olivia ahora más que nunca. Mientras suben los escalones del mundo de las revistas de moda, estás dos chicas están a punto de descubrir que solo hay lugar para una en la cima. |
| 12 Episodios                                             | En esta temporada de "The City", Whitney, Roxy, Olivia y Erin aprenderán que en Nueva York, escalar a la cima significa hacerlo junto con los amigos y los enemigos. Whitney consigue una oportunidad de último momento (así como una oportunidad de vida); un espacio para exponer en el show de la semana de la moda de Nueva York. Luego de los altibajos y caos, Whitney obtiene la oportunidad de probarse ella misma como diseñadora de modas. Primeramente creando una nueva línea para la nueva temporada, y aprendiendo de Kelly como debe promocionar ella misma su línea. Ella sigue teniendo a Roxy en la esquina y Roxy lo nota, pero, ella está aprendiendo que es más fuerte para seguir viviendo a la sombra de Whitney. En ELLE, Olivia y Erin tienen la tarea de encontrar la forma de llevarse bien, esto a solicitud de Joe Zee. Sin embargo, su tarea está lejos de cumplirse cuando a Olivia le ofrecen trabajar en cámaras por Joe. Pero Erin está arriba en el juego, y ve a través de Olivia ahora más que nunca. Mientras suben los escalones del mundo de las revistas de moda, estás dos chicas están a punto de descubrir que solo hay lugar para una en la cima. |

## Lanzamientos de DVD
MTV y Amazon.com tienen un acuerdo para vender los DVD de algunos shows de MTV, a través del servicio CreateSpace. Usando un concepto similar al de print on demand, Amazon producirá y creará los discos, además se hará cargo del arte en la versión de los mismos. Primera temporada: la parte uno fue lanzada el 27 de agosto de 2009 en el sitio web de Amazon. También fue lanzada en Australia el 3 de noviembre de 2009 con una portada alternativa.
El 17 de diciembre de 2009, Amazon.com  lanzó, Primera temporada: Parte Dos, y la temporada completa (Partes 1 & 2). Todas las temporadas ahora están disponibles para ser ordenadas en todo el mundo..
| Temporada                      | Fecha de lanzamiento    | # de Episodios | # de Discos | Bonus                                                                             |
| ------------------------------ | ----------------------- | -------------- | ----------- | --------------------------------------------------------------------------------- |
| Primera temporada: Parte uno   | 11 de agosto de 2009    | 13             | 3           | Incluye los episodios 1-13, junto con el Especial "Whitney Looks Back!            |
| Primera temporada: Part dos    | 17 de diciembre de 2009 | 10             | 2           | Incluye los episodios del 14-23                                                   |
| La primera temporada completa  | 17 de diciembre de 2009 | 23             | 5           | Incluye todos los 23 episodios de la primera temporada, además de extras.         |
| La segunda temporada completa. | 30 de julio de 2010     | 12             | 2           | Incluye todos los 12 episodios de la segunda temporada, además de material extra. |

## Cancelación
En octubre de 2010 Port confirmó que la cadena MTV no tenía planes para realizar una nueva temporada, también aclaró que no seguirían filmando o que la serie estaría en otra cadena. 
Debido a los bajos índices de audiencia, MTV decidió cancelar la serie.